# Gonospira teres
Gonospira teres é uma espécie de gastrópode  da família Streptaxidae.
É endémica de Maurícia.